# Asarum geophilum
Asarum geophilum là một loài thực vật có hoa trong họ Aristolochiaceae. Loài này được Hemsl. mô tả khoa học đầu tiên năm 1890.